# Delissea kauaiensis
Delissea kauaiensis là loài thực vật có hoa trong họ Hoa chuông. Loài này được (Lammers) Lammers mô tả khoa học đầu tiên năm 2005.